# Return to Castle Wolfenstein
 (juillet 2016).
Si vous disposez d'ouvrages ou d'articles de référence ou si vous connaissez des sites web de qualité traitant du thème abordé ici, merci de compléter l'article en donnant les références utiles à sa vérifiabilité et en les liant à la section « Notes et références ».
Pour un article plus général, voir Wolfenstein (série de jeux vidéo).
Return to Castle Wolfenstein (RtCW) est un jeu de tir à la première personne (FPS) développé par id Software, Gray Matter Interactive et Nerve Software et édité par Activision. Il est sorti le 7 décembre 2001 en Europe.
En juin 2003 sont sorties deux versions console du jeu sur PlayStation 2 et Xbox et nommées respectivement Operation Resurrection et Tides of War.
Return to Castle Wolfenstein est le reboot d'un jeu fondateur du genre : Wolfenstein 3D, il remet l'intrigue de l'histoire à zero.
Le moteur du jeu est une version améliorée du Quake III engine créé par id Software.
Le scénario narre l'histoire du soldat américain William J. Blazkowicz (BJ) capturé en 1943 par les Nazis au cours de la Seconde Guerre mondiale. Le héros doit s'évader et éliminer des centaines d'ennemis de toutes sortes.
Le gameplay est très simple : on tire, on avance, tout en ramassant un médipack ou des munitions de temps en temps. Néanmoins pour contraster avec les séquences d'action pures et dures, les développeurs ont inséré des passages faisant la part belle à l'infiltration et où le fait d'être repéré peut entraîner l'échec de la mission.
Le joueur apprendra à réagir en fonction de son adversaire : ceux d'origine humaine faisant preuve d'une certaine intelligence (étant capables de vous renvoyer une grenade ou de vous suivre en utilisant les échelles à disposition) tandis que les créatures surnaturelles compenseront leur manque de réflexion par leur nombre ou des techniques d'attaque particulières.
Une suite nommée Wolfenstein est sortie le 15 septembre 2009.

## Trame

### Synopsis
Tout débute au IXe siècle avec l'invasion de l'actuelle Allemagne par Charlemagne et l'évangélisation, détruisant la religion traditionnelle païenne.
En 918, Henri Ier, roi de Germanie, réintroduit le culte païen et détruit le christianisme dans son royaume. Il passe une sorte de pacte avec ces divinités traditionnelles, lui permettant d'acquérir de nombreux pouvoirs maléfiques, avec lesquelles il lève une armée de mort-vivants. Il octroie aux Chevaliers Noirs, ses trois plus fidèles compagnons, des pouvoirs similaires et entreprend de conquérir l'Europe. Sa route croise en 943 celle de Simon le Voyageur, un moine bénédictin. Celui-ci a longtemps parcouru le monde et a étudié les connaissances ésotériques et spirituelles des civilisations antiques. Grâce à cela, lui aussi possède des pouvoirs magiques. Après un dur combat, il parvient à détruire les Chevaliers Noirs, et à emmurer Henri Ier, dans les montagnes du Harz, en Allemagne centrale.
Durant la Seconde Guerre mondiale, en 1943, les services secrets Alliés s'interrogent sur l'activité d'une section spéciale, l'organisation SS, appelée « Division paranormal SS », dans la région de Wolfenstein, dans les montagnes du Harz, plus particulièrement dans son château. Ils envoient donc l'agent Blazkowicz là bas pour savoir ce que complotent les nazis. Il découvre que les SS font des fouilles archéologiques dans plusieurs anciens sanctuaires païens de la région sous la houlette de l'ésotériste Helga von Bulow et de Himmler, ainsi que dans les catacombes romaines du village de Wulfburg, où ils sont parvenus à ramener des morts à la vie. Lesquels sont incontrôlables et massacrent tout vivant qu'ils croisent. L'agent découvre ensuite qu'Himmler croit être la réincarnation d'Henri Ier et que les SS mènent des recherches pour le ramener à la vie : l'« Opération Résurrection ».
Hormis les zombies, l'agent devra affronter une créature monstrueuse dans l'église de Wulfburg, qu'Helga von Bulow et le professeur Zemph ont ressuscitée de façon accidentelle, en touchant à une dague sacrée sur laquelle une malédiction pesait : quiconque la touchera sera tué par son protecteur. Helga finit par se faire démembrer par celle-ci.
Blazkowicz sera ensuite sur la piste de Wilhelm Strasse, dit le Boucher, dangereux officier nazi travaillant en Norvège, grand ami de Himmler mais tenant l'opération Résurrection pour un délire ridicule et onéreux. Responsable du département « Projets Spéciaux » des SS, il travaille sur des cobayes humains. L'agent secret fera notamment avorter le lancement d'un V2 à tête bactériologique sur Londres. Le Boucher est aussi l'instigateur du Super-Soldat, une sorte de créature de Frankenstein mélange d'organes humains et de parties mécaniques, doté d'une armure en titane et armée d'une mitrailleuse rotative, d'un lance-roquettes et d'un Tesla-gun. Il compte en fabriquer à la chaine pour une utilisation militaire classique sur les champs de bataille. Il sera cependant obligé de travailler avec la Division Paranormale SS, contre sa volonté. En effet, Marianna Blavatsky, une sorcière SS, a besoin, pour réveiller Henri Ier de son long sommeil, de ressusciter avant les 3 Chevaliers Noirs. Or pour cela il faut des supports physiques pour que les trois âmes puissent s'incarner, ce sera le rôle de 3 Super-Soldats. Les SS pourront ensuite réveiller Henri Ier, qu'Himmler espère pouvoir convaincre de lever une nouvelle armée de mort-vivants pour vaincre les Alliés et dominer le Monde.
Blazkowicz ne pourra empêcher le rite de résurrection d'avoir lieu près du village de Paderborn, sur le lieu même du combat de 943 et devra affronter lui-même Henri Ier, qui transformera Marianna Blavatsky en horrible zombie qui tentera de l'aider à vaincre Blazkowicz, avec ses 3 sbires, sous les yeux d'Himmler en personne…

### Personnages

#### Principaux
- Agent B.J. Blazkowicz : C'est vous ! Homme d'action et espion respecté par ses pairs, il a déjà démontré par le passé son aptitude au combat.
- Marianna Blavatsky (Oberführer grande prêtresse SS) :  chargé de l'Opération Résurrection, elle instruit Helga Von Bulow dans les voies de l'occulte. Marianna a juré fidélité et servitude à Heinrich qui ne trouvera rien de mieux comme récompense que de la transformer en un esclave zombie. Blavatsky et les chevaliers de la mort finissent par être détruits par BJ Blazkowicz comme il arrive à faire face à Heinrich I.
- Helga von Bulow (Standartenführer  - colonel SS) :  membre haut placé de la Division Paranormal SS et chargé de la sécurité de l'église de Wulfburg. Disciple fidèle de la grande prêtresse Marianna Blavatsky, Helga a la compétence d'un chef mais prend trop de décisions imprudentes compromettant la sécurité de ses troupes. Alors que tous ses soldats de sexe féminin lui sont fidèles, ses soldats de sexe masculin restent sceptiques par rapport à ses capacités. Elle travaille avec des scientifiques comme le professeur Zemph. Helga et sa troupe découvrent le cadavre du chevalier noir dans la troisième église de Wulfburg et ordonnent à Zemph d'effectuer le processus d'extraction. En arrivant sur la tombe de Olaric, Helga souhaite s'emparer de la Dague de Warding, estimant que cela aidera la machine de guerre nazi. Zemph la met en garde contre les conséquences désastreuses qu'entrainerait la prise du poignard, mais Helga prend sa décision et tue Zemph. Helga prend le poignard et voit la forme monstrueuse de Olaric se lever de sa tombe. Avant qu'elle ne puisse réagir, Helga est brutalement démembrée par Olaric.
- Wilhelm Strasse : Il est à la tête de la division Projets Spéciaux S.S.. Il fabrique des Super-Soldats (Übersoldat).
- Henri Ier de Germanie : Véritable personnage historique, il était Duc de Saxe puis Roi de Germanie entre 912 et 936.

#### Secondaire
- Dr. Zee : Docteur du château Wolfenstein. Il pratique également la torture comme on peut le voir au tout début du jeu.
- Professeur Zemph : Scientifique de la Division Paranormal SS.
- Général von Shurber : Un des leaders de l'organisation de la Division Paranormal SS. Assassiné au Château Schufstaffel.
- Général Burkhalter : Membre important de la Division Paranormal SS. Assassiné à Paderborn.
- Général Haupman : Membre important de la Division Paranormal SS. Assassiné à Paderborn.
- Général von Stauff : Membre important de la Division Paranormal SS. Assassiné à Paderborn.
- Colonel Strache : Membre important de la Division Paranormal SS. Assassiné à Paderborn.
- Major Hochstedder : Membre important de la Division Paranormal SS. Assassiné à Paderborn.
- Heinrich Himmler : Véritable personnage historique tout comme Henri Ier, Himmler était Reichsführer-SS (Officier général du 3e Reich). Dans le jeu, tout comme dans la réalité, il assure le financement des fouilles archéologiques.

## Système de jeu

### Armes
- Coup de pied
- Couteau
- Luger
- Colt 1911
- MP40
- Thompson M1A1
- Sten (équipé d'un silencieux)
- Fusil à pompe (uniquement sur Xbox)
- Fusil Kar98(qui peut avoir une lunette de sniper)
- M1S "Snooper" (une carabine silencieuse avec visée nocturne)
- FG42
- Grenade
- Grenade à fragmentation MkIIA1
- Dynamite
- Panzerfaust
- Venom (fusil avec canon Gatling)
- Lance-flammes
- Fusil Tesla
- MG42 (stationnaire dans certains niveaux)

### Multijoueur
La partie multijoueur, développée par le studio Nerve Software, se base sur un système de coopération des classes de personnages.
Lieutenants, médecins, ingénieurs, soldats, ayant chacun des compétences particulières, doivent jouer en coopération afin de battre l'adversaire.
4 modes de jeu sont disponibles et les parties peuvent héberger jusqu'à 64 joueurs.
En mai 2003 Return to Castle Wolfenstein s'est vu offrir une extension exclusivement multijoueur : Wolfenstein: Enemy Territory. Initialement extension payante pour RtCW, Enemy Territory, après avoir été annulé, est ensuite devenu un stand-alone totalement gratuit.

## Influences
Les développeurs de Return to Castle Wolfenstein ont repris des éléments de plusieurs films pour leur jeu, de ce fait, grâce à ces références, RtCW possède une ambiance très cinématographique.
L'ambiance générale du jeu rappelle l'univers d'Indiana Jones, notamment le premier volet des films : Les Aventuriers de l'arche perdue (Raiders of the Lost Ark, 1981) où, tout comme dans le jeu, le scénario se base sur un complot des nazis tentant de lever une armée invincible. Les passages dans les cryptes, avec leurs énigmes et leurs pièges, où le joueur doit affronter des sortes de morts-vivants, rappellent eux aussi Indiana Jones ainsi que les films La Momie (The Mummy, 1999) et Le Retour de la momie (The Mummy Returns, 2001). Le fait de jouer un soldat en mission commando derrière les lignes ennemies et les premiers niveaux du jeu rappellent le film Quand les aigles attaquent (Where Eagles Dare, 1968), d'autant plus que le château dans lequel le personnage évolue est l'exacte réplique de celui du film.
Quant au scénario du jeu, il est fortement inspiré par les aspects et références occultes historiques du National Socialisme.
Henri Ier de Bavière a bel et bien existé, et a réellement combattu l'Église tout en menant une politique expansionniste à l'Est. Mais le lien entre la réalité et Return to Castle Wolfenstein s'arrête ici, car le monarque n'a jamais possédé d'armée de morts-vivants, et c'est le poison qui est responsable de sa mort. Heinrich Himmler croyait effectivement être la réincarnation de Henri Ier, à qui il vouait un véritable culte (le 2 juillet 1936, le Reichsführer et des SS ont célébré dans la cathédrale de Quedlinburg le 1000e anniversaire de la mort de Henri Ier). Le nom de Marianna Blavatsky fait quant à lui référence à Helena Blavatsky, célèbre occultiste russe du XIXe siècle. De nombreux clins d'œil à la Société Thulé, association ésotérique allemande du début du XXe siècle, sont également présents. La passion du Reichsmarschall Göring pour les richesses et les trésors est également abordée avec un certain humour dans la première partie du jeu, au travers de nombreuses correspondances imaginaires, accessibles au joueur, entre Göring et les officiers de Wolfenstein.  Le château de Wolfenstein s'inspire lui aussi de la réalité, pour ses intérieurs, car ils ressemblent étrangement à ceux du château de Wewelsburg (Westphalie), qui devait devenir le centre culturel SS après la guerre.
Enfin, la « Division Paranormale SS » n'a pas existé en tant que telle, mais elle est inspirée par l'Ahnenerbe, une section spéciale de la SS dont le domaine d'étude était principalement orienté vers la recherche mystico-ésotérique (voir également l'article Mysticisme nazi).

## Accueil

### Controverse
Tout comme Wolfenstein 3D, Return to Castle Wolfenstein s'est attiré l'opprobre de nombreuses personnalités à cause des signes nazis parsemant les environnements. Néanmoins pour parer à toute action en justice dans certains pays où ces symboles sont répréhensibles pénalement, les développeurs remplacèrent les signes en question par d'autres plus aseptisés et prêtant moins le flanc aux critiques.
Ainsi dans la version allemande du jeu, toutes les références au nazisme et au Troisième Reich ont été retirées : les svastikas ont été remplacées par le logo présent sur la boîte du jeu, le joueur ne combat plus les SS mais les membres d'une obscure organisation nommée "La secte des Loups", le nom de Heinrich Himmler a été modifié pour devenir Heinrich Höller, les portraits où apparaît Hitler ont été modifiés, etc.